# Café Bleu
Az 1984-es Café Bleu a The Style Council hivatalos debütáló nagylemeze. Ezt ugyan megelőzte az Introducing The Style Council, de az csak Hollandiában, Kanadában és Japánban jelent meg. Amerikában My Ever Changing Moods címen jelent meg, hogy kihangsúlyozza az azonos című kislemez sikerét. A lemezen több vendégzenész szerepelt, ők Honorary Councillors-ként ismertek.
Az album a 2. helyig jutott a brit albumlistán és szerepelt az 1001 lemez, amit hallanod kell, mielőtt meghalsz című könyvben.

## Az album dalai
|     | Cím                              | Szerző(k)      | Hossz |
| --- | -------------------------------- | -------------- | ----- |
| 1.  | Mick's Blessings                 | Mick Talbot    | 1:15  |
| 2.  | The whole Point of No Return     | Paul Weller    | 2:40  |
| 3.  | Me Ship Came In!                 | Weller         | 3:06  |
| 4.  | Blue Café                        | Weller         | 2:15  |
| 5.  | The Paris Match                  | Weller         | 4:25  |
| 6.  | My Ever Changing Moods           | Weller         | 3:37  |
| 7.  | Dropping Bombs on the Whitehouse | Weller, Talbot | 3:15  |
| 8.  | A Gospel                         | Weller         | 4:44  |
| 9.  | Strength of Your Nature          | Weller         | 4:20  |
| 10. | You're the Best Thing            | Weller         | 5:40  |
| 11. | Here's One That Got Away         | Weller         | 2:35  |
| 12. | Headstart for Happiness          | Weller         | 3:20  |
| 13. | Council Meetin'                  | Weller, Talbot | 2:29  |

## Közreműködők
- Paul Weller – ének, gitár
- Mick Talbot – billentyűk, zongora, hammond orgona
- Steve White – dob
- Billy Chapman – szaxofon
- Barbara Snow – trombita
- Ben Watt – gitár
- Tracey Thorn – vokál
- Chris Bostock – nagybőgő
- Dizzy Hites – rap
- Hilary Seabrook – szaxofon
- Dee C. Lee – vokál
- Bobby Valentine – hegedű

## Fordítás
Ez a szócikk részben vagy egészben a Café Bleu című angol Wikipédia-szócikk ezen változatának fordításán alapul.  Az eredeti cikk szerkesztőit annak laptörténete sorolja fel. Ez a jelzés csupán a megfogalmazás eredetét és a szerzői jogokat jelzi, nem szolgál a cikkben szereplő információk forrásmegjelöléseként.